# Ken Taylor

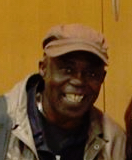
Ken Taylor (2015)

Kenneth Taylor-King (* 21. April 1952 in London) ist ein deutscher Bassist. 

## Leben
Taylors Eltern stammen aus Jamaika. Seit seinem 14. Lebensjahr war er im Studio und auf der Bühne für namhafte Künstler tätig, u. a. John Mayall, Jelly Bread, Jimmy Cliff, Desmond Dekker, Christine McVie, Prince Buster oder Ashton, Gardner & Dyke. Nachdem er sich in den 1970er Jahren durch diverse Studioarbeiten in London einen Namen gemacht hatte, kam Taylor nach Deutschland, um mit Produzenten wie Giorgio Moroder oder Frank Farian zu arbeiten. 1978 spielte er mit Supermax. Ein Jahr später gründete er in Frankfurt die Band Tokyo. Ken Taylor wirkte unter anderem auf Tourneen von Keb’ Mo’, Noa und Sonny Landreth und Wolfgang Niedecken mit. Bei Studioproduktionen stand er zudem Musikern wie Brian May (Another World), Bruce Springsteen, Robert Palmer, Sally Oldfield, Rio Reiser, Stephan Remmler, Smokie, Alphaville, Udo Lindenberg, Xavier Naidoo, Sabrina Setlur und den Scorpions mit den Berliner Philharmonikern zur Seite. Seit 1993 ist er bei allen Live- und Studioproduktionen festes Mitglied der Peter Maffay Band.
Ken Taylor hat seit 1993 einen eigenen Signatur E-Bass KT Basic von der Firma Sandberg Guitars aus Braunschweig sowie mehrere Akustikbässe der KTSM-Reihe von Ortega Guitars.
Ken Taylor ist ebenfalls tätig als Songwriter und Komponist. Taylors Sohn Leon Taylor ist ebenfalls Musiker und nahm 2010 beim deutschen Vorentscheid zum Eurovision Song Contest in Oslo teil.
Ken Taylor ist mit der Gospelsängerin Felicia Taylor verheiratet. Das Paar lebt in Frankfurt am Main.

## Zusammenarbeiten
- Frank Diez
- Glashaus
- Marianne Rosenberg
- Rödelheim Hartreim Projekt
- Uwe Ochsenknecht
- Peter Maffay
- Roger Taylor
- Brian May